# Alain Mercieca
Alain Mercieca (né le 30 mars 1981) est un dramaturge, scénariste et auteur de jeux vidéo canadien, surtout connu pour son travail sur Assassin's Creed Origins (2017) et Assassin's Creed Valhalla (2020). L'expérience de Mercieca dans le théâtre et sa sensibilité punk-rock ont fortement influencé son écriture sur différents supports, de la scène aux jeux vidéo.
Né à Halifax, en Nouvelle-Écosse, Mercieca a grandi dans le quartier d'Hydrostone, connu pour son contexte historique unique après l'explosion d'Halifax de 1917. Il a développé son art dans la scène théâtrale dynamique de Montréal, où il est devenu connu pour son approche unique de la narration. Mercieca est copropriétaire du Théâtre Sainte-Catherine, où il a produit et joué dans Dépflies, une série humoristique bilingue basée sur la vie dans une épicerie du quartier Saint-Henri de Montréal.
Le travail de Mercieca au théâtre a attiré l'attention d'un réalisateur chez Ubisoft, ce qui l'a conduit à jouer le rôle de scénariste pour la franchise Assassin's Creed. Ses pièces, souvent décrites comme audacieuses et influencées par le punk, ont un thème récurrent de quêtes spirituelles, que Mercieca a incorporé dans son écriture de jeux vidéo. Le travail de Mercieca sur Assassin's Creed Origins a été salué pour avoir apporté un sentiment d'humilité et de profondeur émotionnelle aux personnages du jeu, en particulier au protagoniste, Bayek de Siwa. Sa capacité à combiner précision historique et narration créative a contribué à façonner les récits d'Origins et de Valhalla.